# Aïat
L'Aïat (en russe : Аят) est une rivière qui coule en Russie dans l'oblast de Tcheliabinsk, et au Kazakhstan dans l'oblys de Kostanaï. C'est un affluent gauche de la rivière Tobol, donc un sous-affluent du fleuve l'Ob par l'Irtych.

## Géographie
La rivière, peu abondante, naît en Russie sur le rebord de l'extrême sud-est des monts Oural. Elle coule globalement d'ouest en est. Elle se jette en rive gauche dans la Tobol en territoire kazakh, au niveau de la vaste retenue de Karatomarskoïe, aménagé sur cette dernière en amont de la ville de Roudny.

### Villes traversées
- L'Aïat ne baigne pas de localités de quelque importance en Russie.
- Au Kazakhstan, il faut citer la ville de Taranovskoïe

## Affluents
- Le Kamistiaïat (rg[note 1]) ne traverse aucune localité importante.[1]
- Le Kartaly-Aïat (rg) qui baigne Kartaly[2].

## Hydrologie

### Les débits à Varvarinka
Le débit de l'Aïat a été observé pendant 36 ans (1952-1987) à Varvarinka, localité kazakhe située peu après l'entrée de la rivière sur le territoire de ce pays, à quelque 85 km à vol d'oiseau en amont de son confluent avec la Tobol. 
Le débit annuel moyen ou module observé à Varvarinka sur cette période a été de 4,88 m3/s pour une surface prise en compte de 10 300 km2, soit la presque totalité du bassin versant.

### Crues
Les hautes eaux se déroulent brusquement en avril, et correspondent à la fonte des neiges. Dès le mois de mai, le débit de la rivière s'effondre rapidement, ce qui mène, après une brève transition, à la saison des basses eaux qui a lieu le restant de l'année, de juin à mars inclus, et durant laquelle les débits mensuels sont souvent minimes. Le débit moyen mensuel observé en février (minimum d'étiage) atteint 0,35 m3/s, soit moins de 1 % du débit moyen du mois d'avril (50,0 m3/s), ce qui montre l'extrême amplitude des variations saisonnières. Sur la période d'observation de 36 ans, le débit mensuel minimal a été de 0 m3/s (cours d'eau totalement à sec : mars 1954 notamment), tandis que le débit mensuel maximal s'est élevé à 238 m3/s (avril 1957). Ces chiffres sont cependant assez exceptionnels.

### Lame d'eau
La lame d'eau écoulée dans le bassin versant de la rivière atteint ainsi le chiffre de 15,0 millimètres par an, ce qui doit être considéré comme franchement médiocre. L'Aïat est un cours d'eau circulant en grande partie dans des régions arides à faibles précipitations, et donc mal alimenté ; il est de plus très irrégulier. Il présente deux saisons bien marquées.